# Лукаш Зейдлер
Лукаш Зейдлер (пол. Łukasz Zejdler, нар. 22 березня 1992, Ратибор, Польща) — польський футболіст, півзахисник футбольної команди «Краковія».
14 березня 2011-го провів свій перший виступ у Першій чеській футбольній лізі у складі «ФК Банік».